# Agnieszka Ścigaj

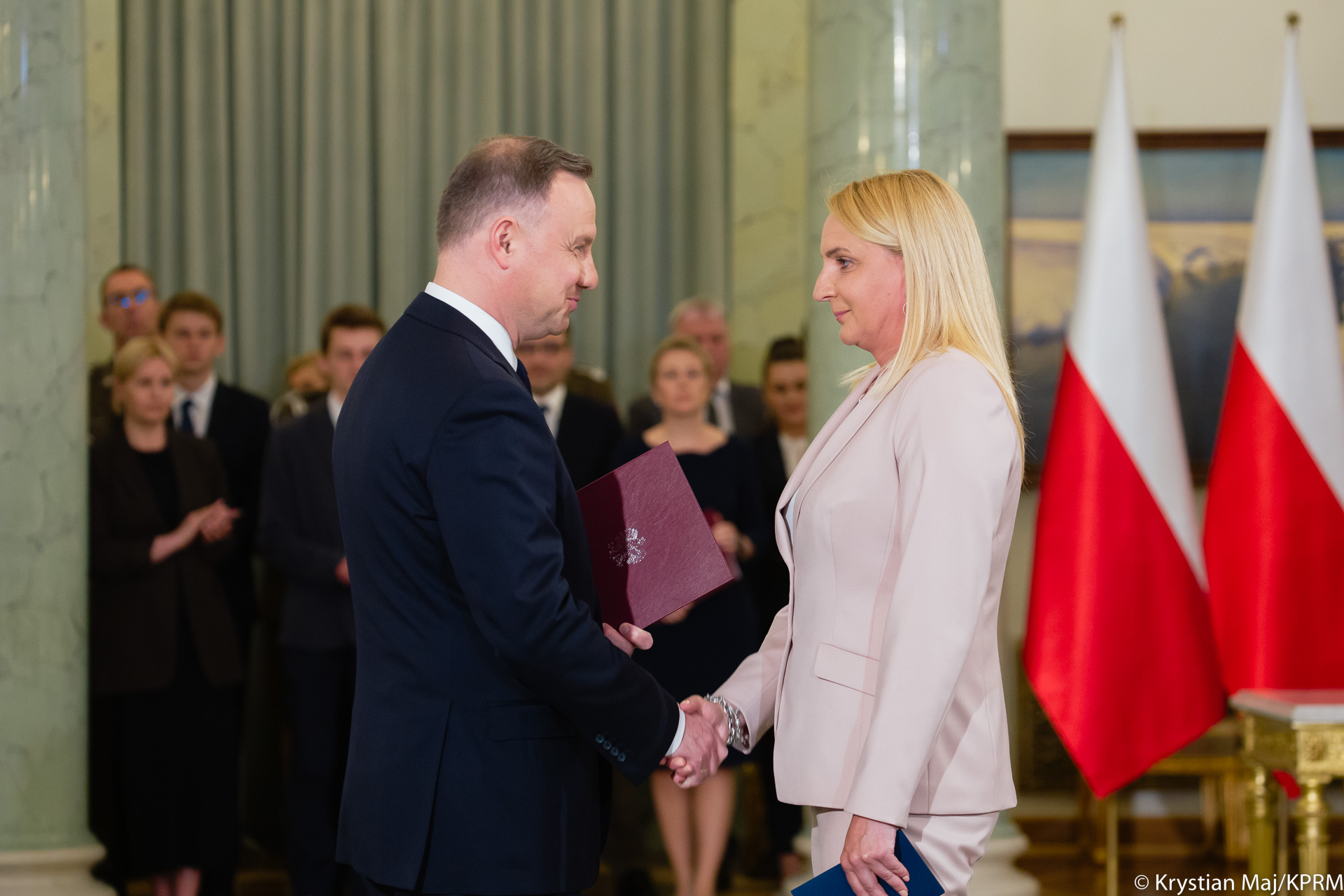
Prezydent Andrzej Duda wręcza Agnieszce Ścigaj powołanie na urząd ministra (2022)

Agnieszka Ścigaj z domu Miszczyńska (ur. 22 grudnia 1975 w Krakowie) – polska socjolog, przedsiębiorca społeczny i polityk, posłanka na Sejm VIII, IX i X kadencji, w latach 2022–2023 minister-członek Rady Ministrów w drugim rządzie Mateusza Morawieckiego.

## Życiorys
Z wykształcenia socjolog. Zamieszkała w Kolbarku. Absolwentka liceum medycznego i Wydziału Nauk Społecznych Uniwersytetu Śląskiego, gdzie w 2001 uzyskała tytuł zawodowy magistra socjologii. W 2011 ukończyła studia podyplomowe z ekonomii społecznej na Uniwersytecie Ekonomicznym w Krakowie.
Zawodowo związana z polityką społeczną jako konsultantka, trenerka i koordynatorka projektów. Współtworzyła m.in. Stowarzyszenie na Rzecz Zrównoważonego Rozwoju Społeczno-Gospodarczego „Klucz”. Pracowała przy projektach społecznych prowadzonych przez Wojewódzki Urząd Pracy w Krakowie, a także instytucje samorządowe m.in. gminę Klucze. Była konsultantką Ministerstwa Pracy i Polityki Społecznej w programie integracji społecznej dla województwa małopolskiego. Współtworzyła i została wiceprezesem zarządu spółdzielni socjalnej „Opoka”, kierowała projektami aktywizacji zawodowej osób niepełnosprawnych.
W 2014 bez powodzenia startowała do rady powiatu olkuskiego z ramienia komitetu Samorząd OdNowa. W wyborach parlamentarnych w 2015 kandydowała do Sejmu w okręgu krakowskim z pierwszego miejsca na liście komitetu Kukiz’15. W trakcie kampanii wyborczej objęła funkcję rzecznika prasowego tego ugrupowania. Została wybrana na posłankę VIII kadencji, otrzymując 17 630 głosów.
W wyborach w 2019 bezskutecznie ubiegała się o mandat posła do Parlamentu Europejskiego z listy komitetu Kukiz’15. W tym samym roku została kandydatką w wyborach parlamentarnych z listy PSL (w ramach współpracy wyborczej tego ugrupowania z Kukiz’15), otrzymując pierwsze miejsce w okręgu krakowskim. W wyniku głosowania uzyskała poselską reelekcję, otrzymując 20 877 głosów. W listopadzie 2020, w związku z zakończeniem współpracy Kukiz’15 i PSL, ogłosiła odejście z klubu parlamentarnego Koalicji Polskiej, zostając posłanką niezrzeszoną. 29 kwietnia 2021 razem z Pawłem Szramką i Andrzejem Sośnierzem stworzyła koło poselskie o nazwie Polskie Sprawy. 22 czerwca 2022 została powołana przez prezydenta Andrzeja Dudę na stanowisko ministra bez teki w rządzie Mateusza Morawieckiego, powierzono jej odpowiedzialność za sprawy dotyczące integracji społecznej.
W wyborach w 2023 po raz trzeci z rzędu uzyskała mandat poselski, kandydując z ramienia Prawa i Sprawiedliwości i zdobywając 6262 głosy. 27 listopada tego samego roku zakończyła pełnienie funkcji ministra. W Sejmie X kadencji znalazła się w klubie parlamentarnym PiS. Zasiadła w Komisji Gospodarki i Rozwoju oraz Komisji Polityki Społecznej i Rodziny. W kwietniu 2025 przystąpiła do stowarzyszenia OdNowa RP, zasiadając w jego zarządzie.

## Odznaczenia
W 2015 została odznaczona przez prezydenta Bronisława Komorowskiego Srebrnym Krzyżem Zasługi.

## Życie prywatne
Córka Jacka i Haliny, spawacza i pracownicy papierni w Kluczach. Wychowywała się w Bodzanowie, Jaroszowcu i Kluczach. Ma córkę Gabrielę.

## Wyniki w wyborach ogólnopolskich
| Wybory | Komitet wyborczy                 | Komitet wyborczy           | Organ              | Okręg          | Wynik          |
| ------ | -------------------------------- | -------------------------- | ------------------ | -------------- | -------------- |
| 2015   |                                  | Kukiz’15                   | Sejm VIII kadencji | nr 13          | 17 630 (3,25%) |
| 2019   | Parlament Europejski IX kadencji | Kukiz’15                   | nr 12              | 26 732 (2,04%) |                |
| 2019   |                                  | Polskie Stronnictwo Ludowe | Sejm IX kadencji   | nr 13          | 20 877 (3,22%) |
| 2023   |                                  | Prawo i Sprawiedliwość     | Sejm X kadencji    | nr 13          | 6262 (0,83%)   |